# Глухово (Ярославский район)
Глухово — деревня в Ярославском районе Ярославской области. Входит в состав Заволжского сельского поселения.

## География
Находится в восточной части Ярославской области на расстоянии приблизительно 8 км на восток по прямой от станции Филино.

## История
В 1859 году здесь (деревня Ярославского уезда Ярославской губернии) было учтено 48 дворов, в 1898 — 87.

## Население
Численность населения: 291 человек (1859 год), 87 (русские 97 %) в 2002 году, 100 в 2010.